# Alkmund z Hexham
Alkmund z Hexham (Ealhmund, Alhmund, Alchmund; data urodzenia nieznana; zm. 7 września 781 w Hexham) – średniowieczny biskup diecezji Hexham. Został wyświęcony na biskupa 24 kwietnia 767 roku i kierował diecezją do swej śmierci 7 września 781 roku. Pochowany został obok świętego Akki. Jest czczony jako święty w kościele katolickim i anglikańskim. Jego wspomnienie przypada 7 września.
Grób Alkmunda znajdował się na zewnątrz kościoła. Kiedy na początku XI wieku Duńczycy spustoszyli Nortumbrię, miejsce spoczynku Alkmunda zostało zapomniane. Według legendy biskup miał się wówczas pojawić we śnie Alureda i wskazać mu miejsce swego pochówku z poleceniem, by jego kości zostały wykopane i przeniesione do świątyni (by dokonała się translacja). Alured wykonał powierzoną mu misję, jednak zachował dla siebie jedną kość. Musiał ją jednak zwrócić, gdyż nawet najsilniejszy człowiek nie zdołał przenieść relikwii do sanktuarium dopóki kość nie została zwrócona.
W 1154 roku kościół został zniszczony a następnie odbudowany. Wszystkie relikwie, w tym również św. Alkmunda zgromadzono wówczas w jednym sanktuarium, które jednak zostało w 1296 roku zniszczone przez Szkotów.
Jego następcą został biskup Tilbert. 